# 兴安薄荷
兴安薄荷（学名：Mentha dahurica），为薄荷属下的一个种，生长於海拔650米左右的地区，多见於草甸上，分布于亚洲东部，包括俄罗斯、日本和中国大陆的黑龙江、吉林、内蒙古等地。